# Anta da Capela dos Mouros
A Anta da Capela dos Mouros situa-se em Arcas, aldeia da Freguesia de Talhadas no Município de Sever do Vouga, sendo um vestígio arqueológico de um pequeno dólmen de câmara rectangular. 
A câmara mede cerca de 1,60 m x 80 cm. Abarca dois esteios in situ, dispostos a norte e a sul do edifício. Aqueles que provavelmente seriam o esteio de cabeceira e o esteio virado até Este encontram-se junto à parede oeste da câmara. Nenhum vestígio de um corredor de acesso foi encontrado. A mamoa conserva uma área de 25 m², 5m de comprimento e outros cinco de largura, com vestígios de couraça pétrea.